# Чемпионат Европы по настольному теннису 2007
26-й Чемпионат Европы по настольному теннису проходил с 25 марта по 1 апреля 2007 года в Белграде (Сербия).

## Медалисты

### Мужчины
| Разряд               | Золото                                                                                  | Серебро                                                                              | Бронза                                                                           |
| -------------------- | --------------------------------------------------------------------------------------- | ------------------------------------------------------------------------------------ | -------------------------------------------------------------------------------- |
| Одиночный разряд     | Тимо Болль                                                                              | Владимир Самсонов                                                                    | Микаэль Мэйс                                                                     |
| Одиночный разряд     | Тимо Болль                                                                              | Владимир Самсонов                                                                    | Дмитрий Овчаров                                                                  |
| Парный разряд        | Тимо Болль Кристиан Зюс                                                                 | Луцьян Блащик Тань Жуйу                                                              | Вернер Шлагер Патрик Шиля                                                        |
| Парный разряд        | Тимо Болль Кристиан Зюс                                                                 | Луцьян Блащик Тань Жуйу                                                              | Дмитрий Мазунов Алексей Смирнов                                                  |
| Командное первенство | Германия · Тимо Болль · Йёрг Росскопф · Бастиан Штегер · Кристиан Зюс · Дмитрий Овчаров | Хорватия · Тань Жуйу · Андрей Гачина · Роко Тошич · Зоран Приморац · Томислав Зубциц | Польша · Якуб Косовски · Луцьян Блащик · Бартош Сух · Даниел Горак · Павел Хмиль |
| Командное первенство | Германия · Тимо Болль · Йёрг Росскопф · Бастиан Штегер · Кристиан Зюс · Дмитрий Овчаров | Хорватия · Тань Жуйу · Андрей Гачина · Роко Тошич · Зоран Приморац · Томислав Зубциц | Румыния · Лучан Филимон · Константин Чоти · Андрей Филимон · Адриан Кришан       |

### Женщины
| Разряд               | Золото                                                                          | Серебро                                                                                    | Бронза                                                                           |
| -------------------- | ------------------------------------------------------------------------------- | ------------------------------------------------------------------------------------------ | -------------------------------------------------------------------------------- |
| Одиночный разряд     | Ли Цзяо                                                                         | Ни Сялянь                                                                                  | Ирина Котихина                                                                   |
| Одиночный разряд     | Ли Цзяо                                                                         | Ни Сялянь                                                                                  | Виктория Павлович                                                                |
| Парный разряд        | Виктория Павлович Светлана Ганина                                               | Георгина Пота Кристина Тот                                                                 | Эльке Восик У Цзядо                                                              |
| Парный разряд        | Виктория Павлович Светлана Ганина                                               | Георгина Пота Кристина Тот                                                                 | Вэньлин Тань-Монфардини Николета Стефанова                                       |
| Командное первенство | Венгрия · Ли Бинь · Георгина Пота · Сандра Пергель · Кристина Тот · Петра Ловаш | Россия · Светлана Ганина · Юлия Прохорова · Ирина Палина · Оксана Фадеева · Ирина Котихина | Германия · Николь Штрузе · Кристин Ланг · У Цзядо · Лаура Штумпер · Эльке Восик  |
| Командное первенство | Венгрия · Ли Бинь · Георгина Пота · Сандра Пергель · Кристина Тот · Петра Ловаш | Россия · Светлана Ганина · Юлия Прохорова · Ирина Палина · Оксана Фадеева · Ирина Котихина | Италия · Николета Стефанова · Вэньлин Тань-Монфардини · Лаура Негризоли · Ван Юй |

### Микст
| Разряд           | Золото                                 | Серебро                      | Бронза                       |
| ---------------- | -------------------------------------- | ---------------------------- | ---------------------------- |
| Смешанный разряд | Александр Каракашевич Рута Пашкаускене | Фёдор Кузьмин Оксана Фадеева | Алексей Смирнов Кристина Тот |
| Смешанный разряд | Александр Каракашевич Рута Пашкаускене | Фёдор Кузьмин Оксана Фадеева | Ференц Пажи Георгина Пота    |